# Fodera

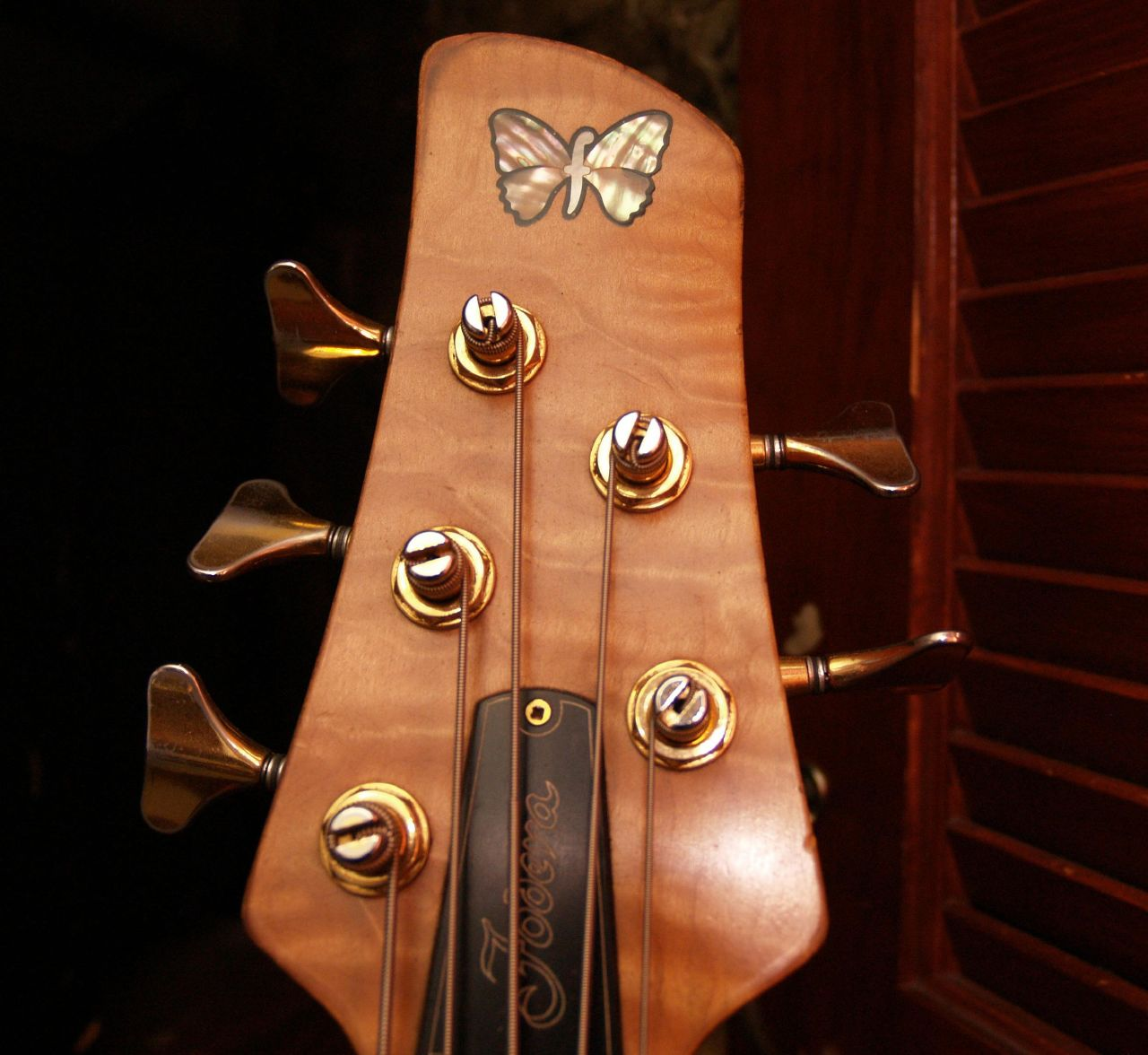
Hlava kytary s logem

Fodera je americká manufaktura vyrábějící basové kytary. Basové kytary Fodera pochází z Brooklynu v New Yorku. Foderu založili Vinny Fodera a Joey Lauricella roku 1983. Fodera také vyrábí omezené množství kytar každý rok. Prvním hudebním nástrojem byla kytara. Basové kytary Fodera jsou velmi drahé nástroje, jejich znakem je písmeno f s motýlími křídly, dají se poznat podle atypického designu.
Sériově vyráběné baskytary: Monarch, Emperor, Emperor II, Imperial, Imperial II (dříve známý jako BeezElite) a NYC. Fodera také vyrábí signované modely: Classic či YinYang verze Victor Wooten signature Monarch, Anthony Jackson Presentation Contrabass, Lincoln Goines signature Imperial, Matthew Garrison signature Imperial a Tom Kennedy signature Emperor II.

## Hráči na nástroje Fodera
- Victor Wooten
- Anthony Jackson
- Lincoln Goines
- Matthew Garrison
- Tom Kennedy
- Richard Bona
- Nathan East
- Marcus Miller
- Evan Seinfeld
- Oteil Burbridge
- Tony Grey
- Tino Dagostino
- Steve Rodby
- Janek Gwizdala
- Steve Rosati
- Mike Pope
- Michel „Labex“ Labaky
- Grant Tyrie
- Robert Kubiszyn
- Kevin Freeby
- Hadrien Feraud
- Dominique Di Piazza
- Joshua Barnhart
- Carlos Hurtado
- Tim Bogert

V Česku na Foderu hrají například Jíra Meissner a Martin Lehký.